# Augustin Louis Cauchy
Augustin Louis Cauchy ([ogysˈtɛ̃ lwi koˈʃi]; 21. srpna 1789 Paříž – 23. května 1857 Sceaux) byl francouzský matematik. Byl průkopníkem matematické analýzy a rozvíjel dále dílo, které započali Gottfried Wilhelm Leibniz a Sir Isaac Newton. Pracoval také v oblasti komplexní analýzy. V oblasti teorie funkcí vytvořil a dokázal mnoho stěžejních vět. Jako jeden z prvních začal studovat i grupy permutací. Jeho téměř 800 publikací pokrývá kompletní rozsah tehdejší matematiky. Jako důkladný matematik, používající přesné a důsledné matematické prostředky, ovlivnil Cauchy své současníky i pokračovatele.
Po smrti Leonhard Eulera měli mnozí dojem, že je matematika již zcela prozkoumaná věda a nestojí před ní žádné další problémy. Byli to vlastně Carl Friedrich Gauss a Cauchy, kdo mohli tento dojem narušit.
Cauchy byl silný katolík a přívrženec bourbonského královského rodu. To ho čas od času svádělo do konfliktů s jeho současníky v období Francouzské revoluce.
Je po něm pojmenován měsíční kráter Cauchy. Je také jedním ze 72 významných mužů, jejichž jméno je zapsáno na Eiffelově věži v Paříži.

## Život
Cauchyův otec Louis-François byl silný katolík, sčetlý roajalista. V okamžiku dobytí Bastily 14. července 1789 byl pravou rukou Lieutenant Général pařížské policie, Louise Thirouxe de Crosne. Ten krátce nato odplul do Anglie a Louis-François Cauchy ztratil svoje posty. O několik málo týdnů později se narodil Augustin Louis, doprostřed Francouzské revoluce. V dubnu 1794 se vplížil Thiroux zpět, byl zadržen a za sedm dní odsouzen k trestu smrti. Louis-François vzal proto svou rodinu ze strachu před udáním na jejich venkovské sídlo do Arcueil, kde žili v chudobě a hladu. Malý Augustin Louis byl vyučován svým otcem základním věcem. Hlad a nebezpečná situace poté vedly k jeho celoživotnímu odporu vůči revolucím. Po konci hrůzovlády se dostala rodina zpět do Paříže, Louis-François se snažil dělat znovu kariéru a stal se nakonec Napoleonovým generálním sekretářem senátu. To vedlo k úzkým známostem s tehdejším ministrem vnitřních věcí Pierre-Simonem Laplacem a senátorem Joseph-Louisem Lagrangem, dvěma známými matematiky. Ti rozpoznali brzy matematický talent jeho syna a Lagrange prý řekl:
Vous voyez ce petit jeune homme, eh bien! Il nous remplacera tous tant que nous sommes de géomètres („Jednoho dne nás všechny, jednoduché geometry, tento mladík předežene.“)
a radil jeho otci:
Nenechte toto dítě před sedmnáctým rokem života dotknout se žádné matematické knihy. Když si nepospíšíte, abyste mu zajistil základní literární vzdělání, tak bude jeho nadání promarněno. Stane se velkým matematikem, ale umí sotva psát svojí rodnou řečí. (G. Kowalewski: Grosse Mathematiker, München-Berlin 1939)
Augustin Louis Cauchy měl dva mladší bratry: Alexandre Laurent (1792 – 1857), který byl stejně jako jeho otec právníkem, pracujícím ve státní sféře, a Eugène François (1802–1877), který se stal spisovatelem.
Na radu Lagrange učil Cauchy syna nejprve klasickým jazykům, což ho mělo připravit na další studium matematiky. Takže navštěvoval od roku 1802 po dva roky École Centrale du Panthéon, kde se zdokonaloval především v latině. Poté se rozhodl nastoupit inženýrskou životní cestu a roku 1804 podstoupil vyučování matematiky, které ho mělo připravit na přijímací zkoušky na mladou École polytechnique. Roku 1805 absolvoval jako druhý nejlepší přijímací zkoušky, které probíhaly pod vedením francouzského matematika a fyzika Jeana-Baptista Biota. École polytechnique měla vyučovat inženýry pro službu Francii a studenti se museli velmi brzy rozhodnout pro svoje zaměření. Cauchy si vybral stavbu mostů a cest. Výuka byla velmi náročná na matematiku. Jeho učitelé nosili významná jména, jako například Lacroix, de Prony, Hachette a Ampère. Po dvou letech byl Augustin-Louis nejlepší ze třídy a směl pokračovat v dalším vzdělání na École nationale des ponts et chaussées. Také zde byl pod vedením těch nejlepších a směl ve své praxi spolupracovat s Pierrem Girardem na kanálu řeky Ourcq. V Paříži byli studenti všechno možné, jen ne apolitičtí. Jelikož většina byla revolucionářsky a liberálně naladěna, vstoupil Cauchy do kongregace, světské odnože jezuitů. Zůstal členem až do roku 1828, kdy byli fakticky zakázáni. Po dvou povinných letech studia opustil univerzitu v lednu roku 1810 jako aspirant-ingénieur.

### Napoleonův inženýr
V únoru roku 1810 povolali Cauchyho, aby se podílel na stavbě přístavu Port Napoléon v Cherbourgu, největším staveništi v tehdejší Evropě s cca 3000 pracovníky. Cílem byly přípravy na invazi do Anglie. Práce byly velmi rozsáhlé, ale i přesto se ve svém skromném volném čase věnoval matematice. Jeho počáteční nadšení a zájem o povolání inženýra však brzo vyprchaly, a tak uzrál jeho záměr, dát se na vědeckou dráhu. Cauchyho cílem však v této době zatím vůbec nebyla matematika. Všeobecný názor vědecké obce po Eulerově smrti totiž byl takový, že problémy matematiky jsou již zcela vyřešeny. Důležitá byla především inženýrská věda, stejně jako hledání nového pole uplatnění pro matematiku.
Výsledkem jeho výzkumů, kterými trávil čas v Cherbourg, bylo menší zevšeobecnění Eulerovy věty o mnohostěnech a důkaz věty, která se zabývala otázkou, za jakých podmínek jsou mnohostěny se stejnými plochami identické. Větu formuloval již Eukleides ve svých Základech, do té doby k ní však nikdo neudělal důkaz. Cauchy si touto prací získal jméno v Pařížské akademické společnosti.
V létě roku 1812 se velmi zhoršil jeho zdravotní stav. Cauchy trpěl kvůli svému dětství a hladovění v Arcueil špatným zdravím a nahodilými depresemi. Velké pracovní vytížení v Cherbourg mu přihoršilo natolik, že v září odešel kvůli nemoci a dostal povolení vrátit se zpět k rodině do Paříže. Když se jeho zdravotní stav zlepšil, už se mu vůbec nechtělo pracovat dál jako inženýr a věnoval se raději výzkumu. Inspirován Lagrangeovou větou se zabýval teorií grup a vytvořil ještě další tři axiomy, které jednoznačně definovaly determinant.
Na počátku roku 1813 ukončil Cauchy svoji oficiální nemoc, ale v žádném případě se už nechtěl vracet do Cherbourg. Tehdy mu jeho bývalý učitel Pierre Girard opatřil možnost dále pracovat v Paříži na projektu kanálu Ourcq. V dubnu se oženil s Aloise de Bure, dcerou váženého knihkupce a vydavatele. Měli spolu dvě dcery: Marie Françoise Alicia a Marie Mathilde. Jeho výzkumy byly v tomto roce neplodné; sice objevil metodu, pomocí které se dá zjistit počet řešení algebraické rovnice libovolného stupně, to bylo však zcela neuplatnitelné v praxi. V té samé době se ucházel přibližně o padesát volných míst na Pařížských akademiích, avšak bez úspěchu – přes dobré známosti jeho otce, tlak na něj působil, kde jen mohl. Jeho vědečtí kolegové Ampère, Legendre, Poinsot a Molard byli všichni zaměstnaní, Cauchy nikoliv. Cauchy se nechal bez nároku na plat zapsat nemocným. Porážky Napoléona roku 1814 mu přišly vhod: projekt výstavby kanálu Ourcq byl pozastaven a jemu nebylo přiřazeno žádné nové místo. Tento rok se také vyznačoval tím, že Cauchy se začal zajímat o komplexní funkce.

### Profesorem naÉcole polytechnique

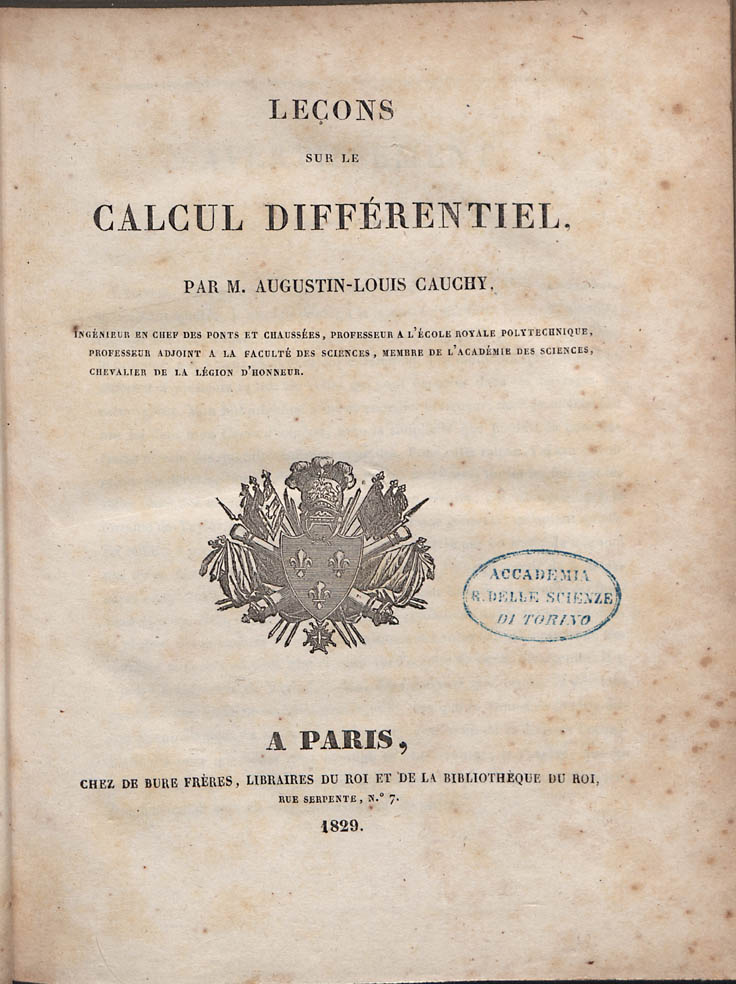
Leçons sur le calcul différentiel, 1829

Konečná porážka Napoleona roku 1815 dala Cauchyho kariéře nový vítr do plachet. Ludvík XVIII. byl nyní králem Francie a s ním se dostaly k moci také reakcionářské síly. Cauchyho otec si, jako pravý roajalista, dokázal udržet svoje posty i pod novým režimem. Vědci, kteří měli pochybné, resp. revolucionářské smýšlení, měli nyní velmi obtížné postavení. Avšak Augustin Louis jako silný katolík tyto problémy neměl, a tak získal roku 1815 místo asistujícího profesora na École Polytechnique a krátce nato v prosinci plnohodnotnou profesuru. V březnu roku 1816 byla Académie des sciences (francouzská Akademie věd) přeuspořádána samotným králem. Dva liberální členové byli propuštěni a na jejich uvolněná místa byli dosazeni silně konzervativní vědci, jako byl Cauchy, který převzal místo po Gaspardovi Monge.
Tento postup mu však neudělal mnoho přátel. Dokonce i když si mezitím již získal pověst jako skvělý matematik a jeho práci nemohlo být po odborné stránce nic vytýkáno, utkvěla na něm skvrna politické protekce. Došlo tedy k tomu, že Cauchy dal velmi málo na názory ostatních a navenek byl příkrý, obzvláště k nekatolíkům. Jeho podporovatel Lagrange roku 1813 zemřel a Cauchy si navíc ještě udělal z Laplacea nepřítele, když označil Laplacovy a Poissonovy metody za intuitivní a nepříliš exaktní. S Poissonem, který pracoval ve velmi podobných oblastech, si však zachoval dobrý pracovní vztah a oba pracovali často společně. Pouze ke katolicky zaměřenému Ampèrovi ho poutalo úzké přátelství.
Jako člena Académie byla jedna z Cauchyho povinností také dohled nad vydávanými vědeckými články. Této práci věnoval mnoho času, ovšem ne bezpodmínečně k radosti autora. Takto to napsal Niels Henrik Abel: „Cauchy je pomatený a nedá se s tím nic dělat. Ovšem je v současnosti jediný, kdo ví, jak by se měla dělat matematika.“ Podobně špatné zkušenosti měli také Galois a Poncelet. Ukázalo se také, že Cauchy částečně články mladých vědců poztrácel, což mu bylo ostře vyčítáno. Ostrogradski naproti tomu nalezl jen slova útěchy pro Cauchyho, který tohoto mladého Rusa dokonce víckrát vykoupil z vězení pro dlužníky, když nemohl zaplatit nájem.
Jako vyučující šel na věc Cauchy s velkou horlivostí. Z toho důvodu vyučoval analýzu mistry mechaniky a studenty dalších důležitých inženýrských disciplín. V tomto období vznikaly v rámci jeho přednášek svazky Cours d’analyse de l’École Polytechnique. Kladl velký důraz na přesnost definic a probíral mnoho nové látky, jako například svou novou definici derivace, která spočívala na limitě funkce a ne na infinitesimálním počtu. To se studentům nelíbilo, protože Cauchyho přednášky byly příliš abstraktní a nedostatečně zaměřené na inženýry. K tomu ho ani liberálně zaměřené studentstvo nemělo z politických důvodů moc v lásce a jednou byl dokonce vypískán z přednášky. Závažnější však bylo, že Cauchyho reformy vyučované látky a sylabu se nesetkaly s kladným ohlasem ani na straně profesorů (s výjimkou Ampèra, který ho energicky podporoval).
Svoje představy o výuce sepsal do několika knih, které se staly milníky v matematické analýze.

### Exil poČervencové revoluci
V červenci roku 1830 byl reakcionářský král Karel X. sesazen a místo něj nastoupil občanský král Ludvík Filip. Studenti École Polytechnique sehráli nikoli nevýznamnou roli v pouličních bojích. Pro Cauchyho to už však bylo přespříliš. V září opustil město a nechal tam svoji rodinu. Poté odešel do švýcarského Freiburgu, jádra jezuitů. Návrat do Francie nyní však předpokládal slib věrnosti novému režimu, což bylo pro něj nemyslitelné, takže Cauchy zůstal v exilu, pryč od vlastní rodiny. Ztratil své postavení a roku 1831 odešel do Turína, kde byl zaměstnán na katedře teoretické fyziky. Již roku 1833 opouští město, protože Karel X. se přestěhoval na pražské Hradčany, a Cauchy se stal učitelem jeho vnuka Henriho, vévody z Bordeaux.
Karel X. v srpnu 1830 odstoupil a ustanovil vnuka svým následníkem. Ten tak získal ve svých 14 létech nárok na francouzský trůn. Díky tomu byla také jeho výchova sledována až z Francie, kde si někteří šlechtici na trůně přáli raději Bourbony než Louise-Philippa. Cauchy byl vybrán na základě svých vědeckých dovedností a blízkosti k jezuitům, aby vyučoval prince matematice a přírodním vědám, tedy chemii a fyzice. Tuto úlohu bral velmi vážně, a proto podporoval velmi odhodlaně i princův nárok na trůn. Na vyučovací hodiny se připravoval tak svědomitě a pracoval tak dobře, jako při žádném svém dřívějším výzkumu. Jako už v Paříži a Turíně, i zde se ukázal nedostačující učitelský talent. A tak princ nevykazoval pražádné známky zájmu o matematiku nebo nějaký talent a k věcem, které mu Cauchy vyprávěl, příliš nerozuměl. Do 18 let, kdy bylo jeho vzdělání ukončeno, si vypěstoval silný odpor k matematice. Cauchy se jako učitel neukázal býti autoritou a rozmazlený bourbonský princ si z něho dělal legraci a vůbec si dělal co chtěl.
Roku 1834 si Augustin Louis přivedl svoji rodinu, kterou viděl v posledních čtyřech letech jen při občasných návštěvách v Paříži. O dva roky později se družina exilového krále přesunula dále do Gorice, kde slavil roku 1838 princ svoje 18. narozeniny. Pro Cauchyho to znamenalo konec jeho dočasného života domácího učitele. Karel X. ho odměnil za jeho služby titulem barona, kterému však Cauchy moc váhy nepřikládal. Kvůli špatnému zdravotnímu stavu jeho matky, která později roku 1839 zemřela, odjel zpět do Paříže.

### Každý týden jiná publikace
Cauchy byl nyní v obtížné situaci. Kvůli odmítnutí přísahy věrnosti novému králi již nemohl nikde zastávat post profesora. Sice byl stále členem Akademie věd a mohl se dál podílet na vědeckém životě a publikovat, nemohl se však ucházet o žádné nové místo. Výjimkou byla Bureau des Longitudes (francouzský astronomický institut), kde se na slib věrnosti nedívali až tak úzkoprse, takže se rozhodl, že se zde bude ucházet o jedno uvolněné místo. Cauchy se prosadil také na konci roku 1839, avšak postavil si vládu proti sobě: bez přísahy žádné formální postavení. Příští čtyři roky to bylo v institutu úmyslně ignorováno. Cauchy byl nyní přece jen profesorem, i když bez platu.
Tím začala také jeho období bohaté tvůrčí činnosti. V Praze Cauchy hodně publikoval, avšak nad mnoha věcmi stále přemýšlel a chtěl nyní tyto uzrálé myšlenky sepsat. Académie zřizovala žurnál Comptes Rendus, ve kterém mohli členové velmi rychle publikovat. Cauchy ho používal jako nikdo jiný: od roku 1839 do února 1848 zde vydal přes 300 odborných článků. Když si k tomu připočteme, že v roce 1844 vůbec nezkoumal, vyjde nám, že musel publikovat v průměru jeden článek týdně, což je neuvěřitelné tempo. Noviny přímo zaplavoval svými statěmi, takže do budoucna byla délka jednotlivého článku omezena na čtyři stránky.
Roku 1843 zemřel Lacroix, a tak se uvolnila profesura na Collège de France. O toto místo se ucházeli Liouville, Cauchy a Libri, který jej již zastával a ukázal při té příležitosti náležitě svou nekompetentnost. Libri měl i přesto jednu velkou výhodu: své politické postavení. Jezuité se v této době snažili prosazovat své přednášky na francouzských univerzitách a také zasahovat do svobody výuky. Cauchy tyto snahy důrazně podporoval i vlastním nasazením. Libri byl naproti tomu známým odpůrcem jezuitů a především z tohoto důvodu byl přijat právě on. Ještě horší však bylo, že se ministerstvo usneslo na závěru aféry v Bureau des Longitudes: Cauchy musel opustit místo, protože nikdy nesložil přísahu. Příští rok se proto zabýval podporou jezuitské politiky.
Teprve až Únorová revoluce roku 1848, která sesadila občanského krále Louise-Philippa, poněkud změnila jeho situaci.

### Poslední roky
Díky Únorové revoluci nakonec nenastoupil na trůn jeho bývalý žák Henri, jak Cauchy očekával, nýbrž Napoléon III. Ani jemu však nechtěl Cauchy dát slib věrnosti. Vláda však udělala pro největšího matematika Francie výjimku, takže roku 1849 získal opět profesuru. Z osobního úhlu pohledu však byla únorová revoluce těžkou ranou pro jeho rodinu. Augustinův otec a oba jeho bratři, kteří si udrželi své vysoké úřady od Napoleonovy státní říše přes 50 let, je nyní ztratili. Pro Louise Françoise Cauchyho to již bylo příliš: zemřel v prosinci roku 1848.
Léta Páně 1850 se Cauchy opět zajímal, stejně jako Liouville, o matematickou profesuru na Collège de France, protože Libri byl vyhozen. Vybrali si však Liouvilla, což mezi oba vědce vrazilo klín. Cauchy nechtěl akceptovat svoji porážku (první hlasování skončilo jedenácti hlasy pro Cauchyho, desíti pro Liouvilla a dvěma, kteří se zdrželi). Oba vědci se zanedlouho dostali do sporu i na vědeckém poli: roku 1851 prezentoval Cauchy některé důsledky Hermitových dvojitě periodických funkcí a dokázal je pomocí vlastní věty o integrálech. Liouville naopak namítal, že důsledky plynou přímo z jeho vlastní věty. Porážka byla zdrcující: Cauchy ukázal, že se Liouvillova věta dá velmi jednoduše dokázat pomocí jeho věty o integrálech.
Na mladé francouzské matematiky měl Cauchy významný vliv: také v posledních letech, ve kterých velmi zpomalil svůj výzkum, hodnotil a kritizoval mnoho jejich článků. Cauchy také v posledních letech dokázal své kolegy přivést zpět ke katolické víře, například matematika Duhamela. Právě s ním vedl v prosinci roku 1856 při o priority, kterou k nechuti Cauchyho nakonec vyřešil Ostrogradski. Cauchy však odmítl přiznat svoji chybu a v posledních měsících svého života se kvůli tomu často stal terčem osočování.
Zemřel roku 1857 v Sceaux u Paříže v rodinném kruhu.